# Masgonahalli, Nagamangala
Masgonahalli là một làng thuộc tehsil Nagamangala, huyện Mandya, bang Karnataka, Ấn Độ.